# دوباره‌زاده
تولد تازه‌یافته (به انگلیسی: Reborn)، چهارمین آلبوم استودیویی ارا است که بعد از گذشت پنج سال از آلبوم استودیویی گذشتهٔ این پروژه در سال ۲۰۰۳ میلادی عرضه می‌شود.

## فهرست آهنگ‌ها
1. Sinfoni Deo
2. Reborn
3. Dark Voices
4. Come Into My World
5. Prayers
6. Thousand Words
7. After Thousand Words
8. Kilimandjaro
9. Last Song
10. ‎Come Into My World (Remix)‎